# London Colney
London Colney is een civil parish in het bestuurlijke gebied St Albans, in het Engelse graafschap Hertfordshire. De plaats telt 9507 inwoners.

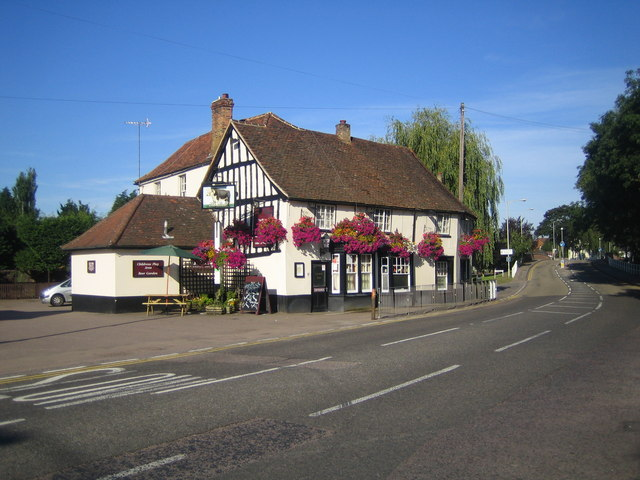
The Hull, London Colney
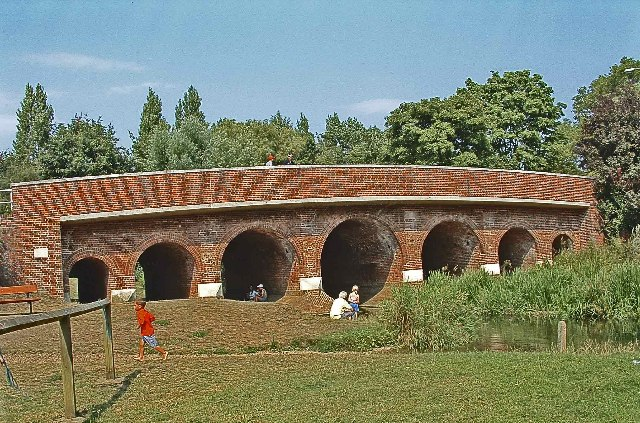
Brug over de Colne in London Colney